# Gioia Júnior
Rafael Gióia Martins Júnior (Campinas, 9 de agosto de 1931 – São Paulo, 4 de abril de 1996) foi um advogado, jornalista e radialista brasileiro. Foi vereador, deputado estadual, de 1971 a 1975 e três vezes deputado federal por São Paulo, de 1975 a 1979, 1979 a 1983 e 1983 a 1987.

## Biografia
Gioia Júnior nasceu na cidade paulista de Campinas, em 1931. Era filho de Rafael Gióia Martins e de Elza Lazarina Gióia Martins. Foi aluno dos colégios Batista Brasileiro e do Presidente Roosevelt. Formou-se em direito pela Faculdade de Direito do Vale do Paraíba, hoje a Universidade do Vale do Paraíba.
Começou a carreira em 1945, em Mato Grosso, na P.R.I.7, Rádio Difusora de Campo Grande. Em 1949, Gioia transferiu-se para São Paulo, para trabalhar na Rádio Cultura, e em 1956, foi para a O.V.C. Na Rádio Nacional, Gioia foi assistente de Walter Forster, então diretor artístico. Trabalhou em várias estações de rádio e emissoras da TV como a rádio Cultura, rádio Bandeirantes, TV Record, TV Bandeirantes, TV Globo, além dos jornais do Diário do Grande ABC e do Diário Popular. Começou na vida política como vereador pela capital paulista, em 1966, como líder do governo na gestão do prefeito José Vicente de Faria Lima e presidindo a Comissão de Servidores Municipais.
Em 1966, elegeu-se deputado estadual pelo Movimento Democrático Brasileiro (MDB), partido de oposição ao regime militar instaurado no país em abril de 1964. Em fevereiro de 1967, tornou-se primeiro-vice-líder do MDB, vice-presidente da mesa da Assembleia Legislativa, presidente das comissões de Assuntos da Capital e de Redação e membro da Comissão de Educação dessa casa. Reeleito no pleito de novembro de 1970, assumiu novo mandato em fevereiro do ano seguinte.
No final de 1974, elegeu-se deputado federal por São Paulo, dessa vez na legenda da Aliança Renovadora Nacional (Arena), partido de apoio ao regime militar. Foi vice-presidente da Comissão de Comunicações e suplente da Comissão de Trabalho e Legislação Social da Câmara dos Deputados. Com a extinção do bipartidarismo em novembro de 1979 e a reformulação partidária, Gioia se filiou ao Partido Democrático Social (PDS), partido sucessor da Arena, tornando-se vice-líder do partido na Câmara dos Deputados. Nas eleições de novembro de 1982, foi reeleito à Câmara pelo estado de São Paulo na legenda do PDS, assumindo novo mandato em fevereiro seguinte.
Na sessão da Câmara dos Deputados de 25 de abril de 1984, Gioia votou a favor da Proposta de Emenda Constitucional Dante de Oliveira, que, apresentada na Câmara, propôs o restabelecimento das eleições diretas para presidente da República em novembro daquele ano. A emenda não obteve o número de votos indispensáveis à sua aprovação e na reunião do Colégio Eleitoral em 15 de janeiro de 1985, Gioia votou em Tancredo Neves, eleito novo presidente da República pela Aliança Democrática.
Gioia deixou provisoriamente a carreira política em 1986, quando não conseguiu se reeleger deputado federal pelo PDS (do qual desligar-se-ia posteriormente), mas ainda tentaria se eleger vereador em 1988, pelo PFL (concorrendo com o número 25.616), e deputado estadual em 1990, dessa feita pelo PL (concorrendo sob o número 22.252), não logrando êxito em ambas. Foi presidente da Associação de Radialistas do Estado de São Paulo e membro da Academia Paulista de Jornalismo.

## Morte
Gioia teve um infarto e foi internado no Instituto do Coração, na capital paulista, onde morreu em 4 de abril de 1996, devido a uma parada cardíaca, aos 64 anos. Ele foi sepultado no Cemitério do Araçá. Deixou a esposa, Dinorá e quatro filhos. Era pai do paleontólogo Rafael Gioia Martins Neto (1954-2010).